# Constant Ier
Pour les articles homonymes, voir Constant.
 (octobre 2009).
Si vous disposez d'ouvrages ou d'articles de référence ou si vous connaissez des sites web de qualité traitant du thème abordé ici, merci de compléter l'article en donnant les références utiles à sa vérifiabilité et en les liant à la section « Notes et références ».
Constant (Flavius Julius Constans en latin) (320 ou 323-350), fils de l'empereur Constantin Ier, est César en 333 puis Auguste de 337 à 350. En 337, il se partage l'Empire avec ses deux frères Constantin II et Constance II, et s'arroge la partie centrale de l'Empire. En 340, il affronte et tue Constantin II prenant ainsi le contrôle de tout l'Occident. Constant Ier est renversé et assassiné en 350 à la suite de la rébellion du général Magnence.

## Son accession au pouvoir

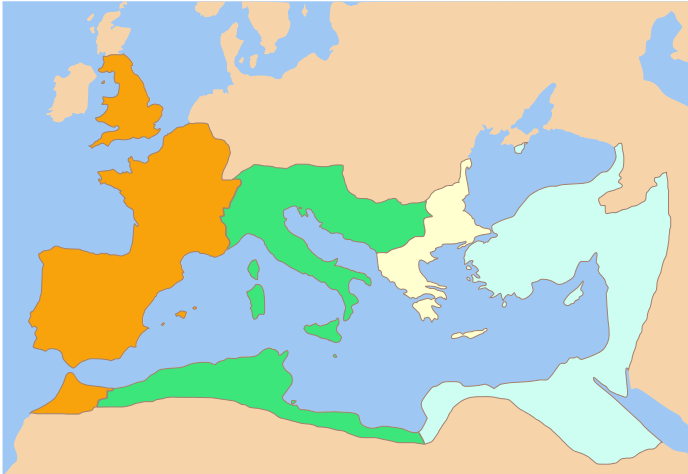
Division de l'Empire romain parmi les Césars nommés en 337 par Constantin Ier (empereur romain) : d'ouest en est, les territoires de Constantin II (empereur romain) (orange), Constant Ier (vert), Flavius Dalmatius (jaune) et Constance II (turquoise). Après la mort de (mai 337), il s'agissait de la division officielle de l'Empire, jusqu'à ce que Flavius Dalmatius soit tué (également en mai 337) et son territoire divisé entre Constant Ier et Constance II.

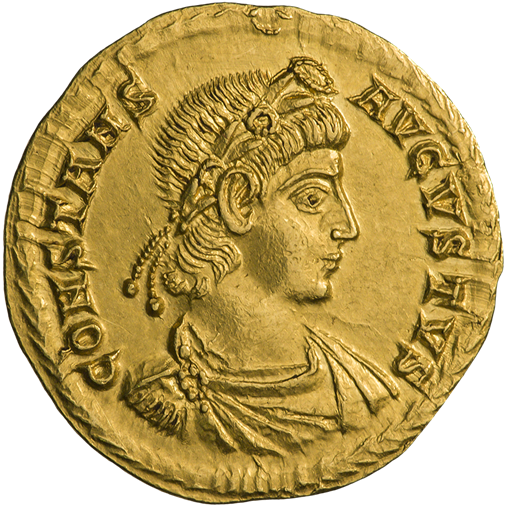
Monnaie à l'effigie de Constant Ier.

Constant est né en 320 ou en 323. Il est le quatrième et dernier fils de l'empereur Constantin Ier, le troisième issu de son mariage avec Fausta, elle-même fille de l'empereur Maximien Hercule. Il est élevé à Constantinople, en chrétien.
En 323, après la soumission de Licinius, son père devient seul maître de l'Empire romain. Seulement, l'immensité du territoire et les perpétuelles campagnes à mener tant contre les usurpateurs que contre les barbares et les sassanides, le contraignent rapidement à s'adjoindre des Césars. Souhaitant éviter que ceux-ci ne s'affrontent ou ne l'attaquent pour conquérir le pouvoir suprême, comme ce fut le cas sous la Tétrarchie, Constantin pense résoudre le problème en ayant recours aux liens familiaux.
Constant est fait César, soit vice-empereur, le 25 décembre 333 par Constantin Ier. En 335 les fils de Constantin Ier, Constantin II, Constance II et Constant Ier, ainsi que ses neveux, Flavius Dalmatius et Flavius Hannibalianus sont tous associés au pouvoir impérial.
À ce titre, il remporte une victoire contre les Sarmates durant l'année 337.

## César Auguste

### ConstantinII,ConstanceIIetConstantIer
Le 22 mai 337, l'empereur Constantin Ier meurt, sans avoir donné la moindre consigne au sujet de sa succession. Sa seule préoccupation semble avoir été son souci de créer et faire perdurer une dynastie, donc qu'un ou plusieurs des cinq Césars lui succèdent. La chose est d'autant plus délicate, que les cinq hommes n'ont que peu d'affection les uns pour les autres. Peu désireux de partager l'Empire, ses fils auraient décidé de se débarrasser de leurs cousins, opportunément dénoncés par Eusèbe de Nicomédie pour complot contre l'Empire.
Toujours est-il que des soldats de Constantinople massacrent une bonne partie de la famille de l'empereur défunt, entre autres, son frère Flavius Julius Constantius et ses neveux Flavius Dalmatius et Flavius Hannibalianus. De la lignée de Constance Chlore, père de Constantin Ier, seuls les deux fils de Flavius Julius Constantius, Constantius Gallus et Julien, sont épargnés par la soldatesque, vraisemblablement du fait de leur très jeune âge.
Au cours des premiers jours de septembre 337, les trois hommes se rencontrent en Pannonie pour se partager l'Empire. Ils se font à cette occasion acclamer par les troupes de leur père. Le 9 septembre 337, le Sénat confirme le choix des légions. Constant Ier et ses frères Constantin II et Constance II sont déclarés officiellement Auguste. Constant reçoit les provinces d'Italie et d'Afrique. Sa part, du fait de son relatif jeune âge, est moindre que celle de ses frères. De plus il est mis sous la tutelle de son frère aîné, Constantin II, dirigeant effectif de l'Occident.
Constant se montre mécontent du partage et de sa situation. En 338, à Viminacium, lors d'une deuxième rencontre, il réussit à obtenir en plus le contrôle des provinces d'Illyrie, de Macédoine et d'Achaïe. Constantin II reçoit les provinces de Bretagne, de Gaule et d'Hispanie, et Constance II, celles d'Asie, d'Orient, du Pont et de Thrace.

### Désaccords avecConstantinII
Constantin II se montre très mal disposé à fournir ces nouveaux territoires à son cadet. En effet tous deux se partagent le seul Occident et leur ambition respective débouche sur une situation très tendue. À cela s'ajoute le fait que l'empereur Constance II s'efforce par tous les moyens de maintenir cette division vivace, afin d'éviter que ses frères ne s'allient contre lui. Ainsi, plus inquiété par son aîné que par son cadet, il offre à Constant Ier la Thrace et Constantinople pour rééquilibrer la situation en Occident.
En 340, profitant du fait que Constant soit occupé sur le Danube à combattre les barbares, et que l'attention de Constance II soit monopolisée par une très longue et difficile guerre contre les Sassanides, Constantin II envahit l'Italie de Constant Ier. Constant détache en urgence un corps expéditionnaire pour ralentir la progression de son frère. À la suite d'un concours de circonstance, cette petite force parvient, au cours d'une embuscade à Aquilée, à tuer Constantin II lui-même. Toutes ses provinces passent à Constant Ier.

### ConstanceIIet Constant
En 341 et 342, Constant mène une campagne victorieuse contre les Francs. En 343 la défense de l'Empire l'amène à se rendre en Bretagne où il lutte probablement contre les Pictes et les Scots, le long du mur d'Hadrien.
En 348, il célèbre les jeux séculaires pour le onzième centenaire de la fondation de Rome.
Il coexiste pacifiquement avec son dernier frère. Celui-ci étant toujours empêtré dans le conflit sassanide, il n'a, de toute façon, lui non plus, pas de légions à perdre dans une guerre civile. Cependant, cet équilibre est ébranlé par les politiques religieuses contradictoires menées par chacun des deux empereurs.

## Sa politique religieuse

### La lutte contre le paganisme, l'homosexualité et le donatisme
À l'image de son père, il se montre très déterminé à propager et défendre le christianisme et ses idées. En 341, il édicte (ou renouvelle) une interdiction des sacrifices païens et de la pratique de la magie bien que cette loi porte en fait le seul nom de Constance. Cette interdiction est renouvelée en 346 avec son autre frère Constance II. Elle s'applique dès lors dans tout l'Empire. En 342, il encourage la fermeture, mais non la destruction, de certains temples païens désaffectés.
Il est par ailleurs le premier empereur à avoir édicté une loi contre l'homosexualité (voir Code de Théodose, IX, 7, 3), punissant de mort « l'homme qui épouse un homme comme s'il était une femme », cum vir nubit in feminam viris porrecturam. Les lois de Constant Ier, lui-même homosexuel, visent, sans doute, ceux qui pratiquent en état de « passivité », donc de soumission. Cette décision est à remettre dans le contexte de la société romaine pour qui les relations ne sont pas ordonnées entre homosexualité et hétérosexualité mais entre rapports de soumission (indignes d'un homme libre) et de domination (légitime).

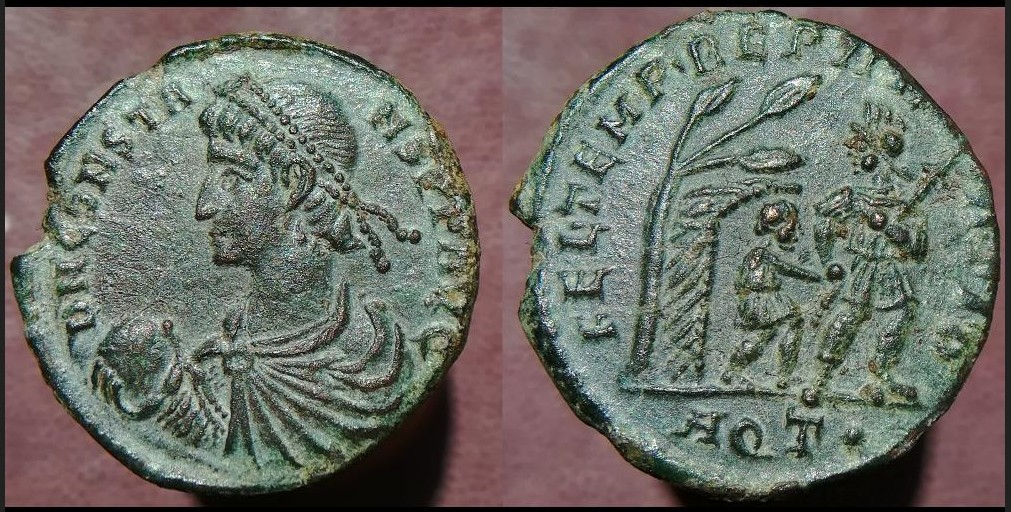
majorina à l'effigie de Constant (D N CONSTA-NS P F AVG) frappée à Aquilée, avec l'empereur avec une couronne perlée, en buste, tenant le globe, et au revers FEL TEMP REPARATIO (le Retour des Temps Heureux) figurant un soldat romain faisant sortir un homme d'une hutte, avec un arbre pour décor.

Constant s'oppose encore, tout au long de son règne, aux chrétiens adeptes du schisme donatiste, particulièrement vivace en Afrique et remporte plusieurs succès militaires contre le brigandage qui s'était développé dans la province.

### La querelle arienne
Il s'oppose cependant à son frère Constance II quant à l'attitude à adopter face à l'arianisme, doctrine condamnée pour hérésie dès le concile de Nicée de 325. Constant se montre en effet un fervent partisan de l'orthodoxie et du crédo nicéen, tandis que Constance II promeut, lui, comme leur père Constantin Ier l'a fait à la fin de ses jours, la cause arienne. Constant mène donc une active persécution contre les ariens et soutient les nicéens dissidents en Orient, comme le patriarche Athanase d'Alexandrie.
L'apex de ce conflit a lieu lors de la controverse pour le contrôle du trône épiscopal d'Alexandrie. Le patriarche Athanase avait été condamné et expulsé de son poste, à la suite des conciles de Tyr en 335 et d'Antioche en 341 où les ariens défendus par Constance II étaient majoritaires. Athanase en appelle au pape Jules Ier, qui, avec le ferme soutien de Constant Ier, appelle à la tenue d'un concile. Il se réunit en 342 à Sardica et donne raison à Athanase qui est rétabli dans ses fonctions. Celui-ci rentre à Alexandrie contrairement aux souhaits de Constance II.
S'ensuivent des rapports très tendus entre les deux empereurs. Toutes ces divergences manquent de les conduire à la guerre. En 346, pourtant, ils s'entendent et s'accordent pour diriger chacun leur territoire comme il l'entend. Cela signifie qu'ils acceptent de mener chacun leur politique religieuse sans que l'autre n'y trouve rien à redire.

## L'usurpation de Magnence et la mort deConstantIer
L'empereur n'aurait pas été très populaire. Ayant sans cesse besoin de nouveaux fonds, il aurait grandement accentué le poids de la fiscalité et de la bureaucratie sur la population, aurait offert des postes influents contre de l'argent et se serait montré assez peu regardant quant aux exactions commises par ses hommes de confiance.
En janvier 350, Constant est victime d'une conspiration militaire. Un officier, Magnence, se fait acclamer empereur, à Augustodunum (Autun). Ancien esclave de Constantin Ier, celui-ci était finalement devenu commandant des armées de Constant sur le Rhin. L'empereur légitime tente de fuir vers l'Hispanie, mais il est rattrapé à Castrum Helenae (Elne), une ville des Pyrénées, par les hommes de main de Magnence, dirigés par un dénommé Gaiso qui le mettent à mort dans l'église où il s'était réfugié,.
Bien que promis dès l'âge de seize ans à Olympias, la fille de l'ancien préfet du prétoire d'Orient de Constantin Ier, Flavius Ablabius, ils ne se marièrent jamais. Constant Ier, exclusivement homosexuel, n'eut aucun rapport avec elle et la répudia dès la mort de son père en 337, avant de l'expédier en Arménie, où elle épousa alors le roi Arsace III d'Arménie. Assassiné le 27 février 350, Constant Ier ne laissa aucune descendance. On ignore s'il fut marié.